# Áp suất chất lỏng
Áp suất chất lỏng tại một điểm bất kì trong lòng chất lỏng là giá trị áp lực lên một đơn vị diện tích đặt tại điểm đó.
Công thức tính áp suất: p = d.h
- Trong đó:

+ h: độ cao của cột chất lỏng, tính từ điểm tính tới mặt thoáng chất lỏng, đơn vị m
+ d:trọng lượng riêng của chất lỏng, đơn vị N/m³ 
- Ký hiệu: p
- Đơn vị: N/m², Pa (Pascal[1])

## Áp suất tuyệt đối
Áp suất tuyệt đối là tổng áp suất gây ra bởi cả khí quyển và cột chất lỏng tác dụng lên điểm trong lòng chất lỏng.
Ký hiệu: pa
Công thức:
{\displaystyle p_{a}=p_{0}+\gamma h}
trong đó:
- p0 là áp suất khí quyển
- {\displaystyle \gamma } là trọng lượng riêng của chất lỏng
- h là độ sâu thẳng đứng từ mặt thoáng chất lỏng đến điểm được xét

## Áp suất tương đối
Áp suất tương đối, còn gọi là áp suất dư là áp suất gây ra chỉ do trọng lượng của cột chất lỏng. 
Ngoài ra áp suất tương đối là hiệu giữa áp suất tuyệt đối và áp suất khí quyển. Nếu áp suất tuyệt đối nhỏ hơn áp suất khí quyển thì ta được áp suất chân không.
Ký hiệu: ptđ, pdư
Công thức:
{\displaystyle p_{du}=\gamma h}.